# Omega (band)
Omega is een rockband uit Hongarije. De groep en werd in september 1962 opgericht in Boedapest door László Benkő en János Kóbor. Omega is de succesvolste band uit Hongarije.
In eerste instantie speelden zij covers van Engelse en Amerikaanse nummers, maar Gábor Presser, die zich in 1967 aansloot schreef ook eigen nummers. De band had toen al een aantal personele wijzigingen achter de rug, en bestond anno 1968 uit:
- László Benkő - orgel
- János Kóbor - zang, gitaar
- Gábor Presser - keyboards
- Tamás Mihály - bas
- György Molnár - gitaren
- József Laux - drums

In deze bezetting werden drie albums uitgebracht, waarna Presser en Laux de band verlieten. Zij zouden samen een nieuwe band oprichten: Lokomotiv GT. Als nieuwe drummer werd Ferenc Debreceni aangetrokken, en Benkő nam de keyboards voor zijn rekening. In deze bezetting is de band sindsdien actief gebleven.
In de periode van 1972 tot 1987 werden tien albums uitgebracht, vaak zowel in een Engelstalige als een Hongaarse editie. De Hongaarse edities waren bestemd voor de thuismarkt en de landen achter het IJzeren Gordijn, terwijl de Engelstalige edities op de westerse markt uitgebracht werden. Was Omega achter het IJzeren Gordijn een van de meest succesvolle bands, in het Westen bleef het succes beperkt. Met de platen "Timerobber" en "Skyrover" wist de band een doorbraak op de Duitstalige markt te realiseren. De platen verkochten in oplagen van enkele honderdduizenden stuks. Omega toerde met spectaculaire shows door West-Europa waarbij ook Nederland aangedaan werd. De KRO-radio organiseerde in 1978 een avond met naast Omega, de Poolse band SBB en de DDR-band City. Van de concerten werden opnamen gemaakt welke begin 1979 uitgezonden werden. Een doorbraak in Nederland bleef evenwel uit. Begin jaren tachtig stapte de band over van het Duitse label Bellaphon, naar het internationaal opererende WEA. De eerste lp op dit label, "Working", flopte echter en hierna verschenen er geen platen meer in het Westen. Ook het succes in eigen land en de overige Oost-Europese landen liep terug. Na de uitermate zwakke plaat "Babylon" viel de groep in 1987 stil.
Tussen 1987 en 1994 was het stil rond de band, maar in dat jaar volgden diverse reünieconcerten, waaraan ook Gábor Presser deelnam.
Op 18 november 2020 overleed László Benkő (toetsen) op 77-jarige leeftijd. Enkele dagen later, op 21 november 2020, overleed bassist Tamás Mihäly op 73-jarige leeftijd. Naast beide groepsleden verloor de band ook haar legendarische geluidstechnicus Láslá Nemes, een van de medeoprichters, in de maand november.
Eind 2020 verscheen het album "Testamentum". Over deze cd zei de groep in het persbericht dat de release van de cd vergezelde: "Testamentum is al een tijdje gepland als een conceptalbum dat de carrière van de band samenvat en het is een soort vermaning voor het nageslacht. Aangezien het menselijk leven niet eindeloos is en Omega al in de vroege jaren zestig begon, is de titel niet bedoeld als publiciteitsstunt".
Op 6 december 2021 overleed János Kóbor op 78-jarige leeftijd.

## Discografie Hongaarse albums
- Trombitás Frédi és a rettenetes emberek (1968 als gevolg van marketing werd de naam van de band als Omega Red Star op de hoes vermeld)
- 10 000 lépés (1969)
- Éjszakai országút (1970)
- 200 évvel az utolsó háború után (opgenomen in 1972, maar pas in 1998 uitgebracht wegens overheidscensuur. In 1972 werd in plaats van dit album het livealbum Élő Omega uitgebracht)
- Omega 5 (1973)
- Omega 6: Nem tudom a neved (1975)
- Omega 7: Időrabló (1977)
- Omega 8: Csillagok útján (1978)
- Gammapolis (1979)
- Omega X: Az arc (1981)
- Omega XI (1982)
- Omega 12: A föld árnyékos oldalán (1986)
- Omega XIII: Babylon (1987)
- Trans And Dance (1995)
- Omega XV: Egy életre szól (1998)
- Omega XVI: Égi jel (2006)
- Omega Rhapsody (2010)
- Testamentum (2020)

## Discografie Engelstalige albums
- Omega Red Star From Hungary (1968; extreem zeldzame lp, maar later ook op cd uitgebracht. Zang: Mihály Tamás)
- Omega (1973)
- 200 Years After The Last War (1974)
- Omega III (1974)
- The Hall Of Floaters In The Sky (1975)
- Time Robber (1976)
- Skyrover (1978)
- Gammapolis (1979)
- Working (1981)
- Transcendent (1996)
- Rhapsody (2010)
- Oratórium (2014)

## Discografie Duitstalige albums
- Das Deutsche Album (1973)